# Terbi(III) bromide
Terbi(III) bromide (công thức hóa học: TbBr3) là một hợp chất vô cơ, kết tinh dưới dạng tinh thể màu trắng, tan trong nước.

## Điều chế và tính chất
Terbi(III) bromide có thể được điều chế bằng cách cho kim loại terbi hoặc terbi(III) oxide phản ứng với amoni bromide.
Tb2O3 + 6 NH4Br → 2 TbBr3 + 6 NH3 + 3 H2O
Từ dung dịch, terbi(III) bromide rắn có thể kết tinh dưới dạng hexahydrat. Khi đun nóng, nó sẽ mất nước và tạo ra một lượng nhỏ TbOBr.
Terbi(III) bromide là chất rắn màu trắng, dễ tan trong nước. Cấu trúc tinh thể của hợp chất này giống bismuth(III) iodide.